# Gottfried Fähse
Gottfried Fähse (* 24. August 1764 in Schleesen; † 29. Mai 1831 in Jüterbog) war ein deutscher klassischer Philologe und Pädagoge.

## Leben
Als Sohn eines Müllers besuchte er die Dorfschule in Radis, begab sich anschließend an die Stadtschule in Gräfenhainichen und besuchte fünf Jahre das Gymnasium in Zeitz. 1782 immatrikulierte er sich an der Universität Wittenberg, wo er Philologie bei Johann Friedrich Hiller und Johann Karl Zeune, Geschichte bei Johann Matthias Schroeckh und Theologie bei Karl Christian Tittmann und Franz Volkmar Reinhard hörte. 
Nach vier Jahren ging er als Hauslehrer nach Ungarn, wo er zunächst bei Stephan von Szirmay in Nagyida und drei Jahre später bei dem Grafen Török von Szendroc in Kaschau eine Anstellung fand. Nachdem er 1792 eine Rektorenstelle in Göllnitz übernommen hatte, kehrte er in seine sächsische Heimat zurück und nahm erneut Studien an der Universität Leipzig auf. 
1796 erwarb er den akademischen Grad eines Magisters und habilitierte sich mit der Disputation de ideeis Platoni an der Leipziger Akademie. Nachdem er dort Vorlesungen zu Philosophie und Pädagogik gehalten hatte, übernahm er 1798 eine Lehrerstelle am Königlichen Pädagogium in Halle (Saale), wurde 1801 zunächst Konrektor am Gymnasium in Annaberg, dann 1806 Rektor der Einrichtung. 1809 erhielt er die Berufung als Rektor des Francisceums in Zerbst, welche Stellung er bis 1830 versah. Fähse war Autor von Werken unterschiedlichster Thematiken. Er verstarb während einer Kurreise in Jüterbog.

## Werkauswahl
- Grundriß der technisch-praktischen Erziehung, 1797.
- Republik, 1800 2. Bd.
- Sophokles, 1804.
- Aeschylos, 1809.
- Sylloge lectionum graecarum, glossarum, scholiorum in tragicos graecos atque Platonem, 1813.
- Animadversiones in Plutachi opera, 1825.
- Lexicon graecum in tragicos, 1829.